# Elaeagnus macrantha
Elaeagnus macrantha là một loài thực vật có hoa trong họ Elaeagnaceae. Loài này được Rehder mô tả khoa học đầu tiên năm 1915.